# El Hamadia
El Hamadia (în arabă الحمادية) este o comună din provincia Bordj-Bou-Arreridj, Algeria.
Populația comunei este de 24.949 de locuitori (2008).